# Toshiko Taira
Pour les articles homonymes, voir Taira (homonymie).
Toshiko Taira (平良 敏子, Taira Toshiko), née le 14 février 1921 à Ōgimi dans la préfecture d'Okinawa et morte le 13 septembre 2022, est une artisane et teinturière japonaise. En 1974, elle est désignée Trésor national vivant du Japon sous l’appellation « teinture et fabrication de textiles à partir de banane » (芭蕉布, Bashōfu).

## Biographie
Sur les conseils de ses maîtres Ōhara Sōichirō, qui l'a formée à Kurashiki dans la préfecture d'Okayama, et du teinturier Tonomura Kichinosuke, Toshiko Taira s'intéresse à l'artisanat traditionnel des îles Okinawa, auquel son travail offre l'occasion d'une nouvelle appréciation. Elle redonne vie à une technique du royaume de Ryūkyū vieille de plusieurs siècles de fabrication et de teinture de textile à partir de fibre de banane. En 1974, cette technique de la « Société pour la conservation des textiles de banane de Kijoka » (喜如嘉の芭蕉布保存会, Kijoka no Bashōfu Hozonkai) est déclarée bien culturel important. Le 6 juin 2000, en tant que représentante de cette technique, Toshiko Taira est désignée Trésor national vivant du Japon. En 1986, elle est honorée du prix de la culture Yoshikawa Eiji (吉川英治文化賞, Yoshikawa Eiji Bunkashō) et en 2002 décorée de l'Ordre de la Couronne précieuse (4e classe de mérite).

## Source de la traduction
- (de) Cet article est partiellement ou en totalité issu de l’article de Wikipédia en allemand intitulé « Taira Toshiko » (voir la liste des auteurs).